# Фронт муллы Дадуллы
Фронт муллы Дадуллы (также известный как «Фронт Дадуллы», «Приверженность муллы Дадуллаха Лангу» или «Мулла Дадулла Махаз», пушту ملا دادالله محاذ‎) — повстанческая группировка в Афганистане, ранее взявшая на себя ответственность за серию взрывов и убийств в столице Афганистана — Кабуле.

## История
Мулла Дадулла Ахунд был военным командиром талибов, убитым в 2007 году. По словам Билла Роджио из Long War Journal, Дадулла присоединился к Талибану в 1994 году, но некоторые в этой организации не одобряли его жестокость во время гражданской войны в Афганистане. После вторжения в Афганистан под руководством США в 2001 году Дадулла возглавил силы Талибана на юге Афганистана. Представители вооружённых сил США заявили, что Дадулла использовал террористические акты террористов-смертников в борьбе Талибана против правительственных сил США, НАТО и Афганистана и поддерживал радикальную идеологию Аль-Каиды, отвергнутую многими другими лидерами Талибана. Дадулла был убит британским спецназом в провинции Гильменд в 2007 году. Фронт Дадуллы, очевидно названный в его честь, начал действовать в Южном Афганистане, включая провинции Кандагар, Гильменд и Урузган, под руководством младшего брата Дадуллы, Мансура Дадуллаха. Уровень независимости группировки от талибов неясен.

## Операции
Американские военные и представители разведки однажды заявили, что «Фронт Дадуллы» возглавляет мулла Абдул Каюм Закир, также известный как Абдулла Гулам Расул, бывший заключенный из Гуантанамо-Бей, освобождённый в 2007 году.
Фронт Дадуллы взял на себя ответственность за убийство 14 мая 2012 года афганского верховного министра мира муллы Арсала Рахмани, который был застрелен в транспортном потоке в Кабуле. Пресс-секретарь Кари Хамза, выступая перед Express Tribune, заявил, что Фронт Дадуллы «нацелится и уничтожит» всех лиц, допустивших «оккупацию Афганистана [немусульманами]». Рахмани стал вторым министром мира, убитым за год после убийства Бурхануддина Раббани террористом-смертником 20 сентября 2011 года. «Фронт Дадуллы» также взял на себя ответственность за это убийство. И Рахмани, и Раббани несли ответственность за организацию текущих мирных переговоров между талибами и правительством Карзая в Афганистане. Американские и афганские официальные лица заявили, что «Фронт Дадуллы» пытался сорвать мирные переговоры с талибами, которые велись тогда.
Звонившие, утверждая, что представляют группу, связались с несколькими афганскими официальными лицами в мае 2012 года, в том числе с представителем провинции Забул Давудом Хасасом и пригрозили местью, если они проголосуют за «стратегическое партнёрство», согласованное между Хамидом Карзаем и бывшим президентом США Бараком Обамой.

## Отношения с талибами
Представители афганской разведки описали Фронт Дадуллы как аффилированный с Талибаном. Представители «Талибана» отрицают какие-либо связи с Фронтом и утверждают, что эта группировка создана Национальным управлением безопасности.
После объявления в августе 2015 года о том, что Ахтар Мансур сменил покойного муллы Омара на посту лидера Талибана, Дадулла отказался поддержать его, что привело к нескольким месяцам столкновений между их силами в провинции Забул, в результате которых Дадулла и многие из его сторонников были убиты в ноябре 2015 года. В августе 2016 года Фронт Дадуллы объявил своим новым лидером племянника Дадуллы муллу Эмдадуллу Мансура и пригрозил отомстить талибам.
Группа была связана с другой отколовшейся от Талибана группировкой, Фидаи Махаз, но считается, что эти группы существуют отдельно.